# Hszinpej
Hszinpej (kínai írással: 新北市; pinjinnel: Xīnběi Shì; magyaros átírással: Hszinpej si; hivatalos angol neve New Taipei City) a Kínai Köztársaság legnépesebb városa. 2010. december 25-én hozták létre 29 másik város és Hszinpej (Xinbei) város összeolvasztásával. Korábban ezek a városok Tajpej megyéhez tartoztak, amely így megszűnt létezni. Hszinpej (Xinbei) tartományi városi rangot kapott.
Az új város neve eredetileg angolul is Hszinpej (Xinbei) lett volna, ám Eric Chu polgármester kérésére a kínai írásjegyek hivatalos latin betűs átírása New Taipei City lett. A Belügyminisztérium 2010. december 31-én jóváhagyta az átnevezést.
A magyar Földrajzinév-bizottság az új elnevezés (Újtajpej) használatát nem támogatja, továbbra is a Hszinpej (Xinbei) használatát javasolja.

## Oktatás
- Fu Zsen Katolikus Egyetem, Hszincsuang kerület